# Saut en hauteur féminin aux Jeux olympiques d'été de 2020
Pour des articles plus généraux, voir Athlétisme aux Jeux olympiques d'été de 2020 et Saut en hauteur aux Jeux olympiques.
Navigation
Rio 2016 Paris 2024
L'épreuve du saut en hauteur féminin aux Jeux olympiques de 2020 se déroule les 5 et 7 août 2021 au Stade olympique national de Tokyo, au Japon.

## Records
Avant cette compétition, les records dans cette discipline étaient les suivants : 
| Record du monde  | Stefka Kostadinova (BUL) | 2,09 m | Rome    | 30 août 1987 |
| Record olympique | Yelena Slesarenko (RUS)  | 2,06 m | Athènes | 28 août 2004 |

## Résultats

### Finale
| Rang | Athlète                    | Nation          | 1,84 | 1,89 | 1,93 | 1,96 | 1,98 | 2,00 | 2,02 | 2,04 | Hauteur | Notes  |
| ---- | -------------------------- | --------------- | ---- | ---- | ---- | ---- | ---- | ---- | ---- | ---- | ------- | ------ |
| 1    | Mariya Lasitskene          | ROC             | o    | o    | o    | xxo  | xo   | xo   | o    | xo   | 2,04    | SB     |
| 2    | Nicola McDermott           | Australie       | -    | o    | o    | xo   | o    | o    | xo   | xxx  | 2,02    | PB, AR |
| 3    | Yaroslava Mahuchikh        | Ukraine         | -    | o    | o    | xo   | xxo  | xo   | x-   | xx   | 2,00    |        |
| 4    | Iryna Gerashchenko         | Ukraine         | o    | o    | o    | o    | xo   | xx   |      |      | 1,98    |        |
| 5    | Eleanor Patterson          | Australie       | o    | o    | o    | o    | xxx  |      |      |      | 1,96    |        |
| 6    | Vashti Cunningham          | États-Unis      | o    | o    | o    | xo   | xx-  | x    |      |      | 1,96    |        |
| 6    | Safina Sadullayeva         | Ouzbékistan     | -    | o    | o    | xo   | xxx  |      |      |      | 1,96    |        |
| 8    | Yuliya Levchenko           | Ukraine         | o    | o    | xo   | xo   | xx-  | x    |      |      | 1,96    |        |
| 9    | Marija Vuković             | Monténégro      | o    | o    | xo   | xxo  | xxx  |      |      |      | 1,96    |        |
| 10   | Marie-Laurence Jungfleisch | Allemagne       | o    | o    | xo   | xxx  |      |      |      |      | 1,93    |        |
| 11   | Kamila Lićwinko            | Pologne         | o    | o    | xxo  | xxx  |      |      |      |      | 1,93    |        |
| 12   | Mirela Demireva            | Bulgarie        | xo   | o    | xxo  | xxx  |      |      |      |      | 1,93    |        |
| 13   | Maja Nilsson               | Suède           | o    | xxx  |      |      |      |      |      |      | 1,84    |        |
| 14   | Morgan Lake                | Grande-Bretagne |      |      |      |      |      |      |      |      |         | DNS    |

### Qualifications
Règle de qualification : passer 1 m 95 (Q) ou faire partie des 12 meilleures (q).
| Rang | Groupe | Athlète                    | Nation          | 1,82 | 1,86 | 1,90 | 1,93 | 1,95 | Hauteur | Notes |
| ---- | ------ | -------------------------- | --------------- | ---- | ---- | ---- | ---- | ---- | ------- | ----- |
| 1    | B      | Marija Vuković             | Monténégro      | o    | o    | o    | o    | o    | 1,95    | Q     |
| 1    | A      | Nicola McDermott           | Australie       | —    | o    | o    | o    | o    | 1,95    | Q     |
| 3    | B      | Yaroslava Mahuchikh        | Ukraine         | —    | o    | xo   | o    | o    | 1,95    | Q     |
| 4    | B      | Eleanor Patterson          | Australie       | —    | o    | o    | o    | xo   | 1,95    | Q     |
| 4    | B      | Marie-Laurence Jungfleisch | Allemagne       | o    | o    | o    | o    | xo   | 1,95    | Q     |
| 4    | A      | Safina Sadullayeva         | Ouzbékistan     | —    | o    | o    | o    | xo   | 1,95    | Q     |
| 7    | B      | Morgan Lake                | Grande-Bretagne | o    | o    | o    | xo   | xo   | 1,95    | Q     |
| 8    | B      | Kamila Lićwinko            | Pologne         | —    | o    | xo   | xo   | xo   | 1,95    | Q     |
| 9    | B      | Mariya Lasitskene          | ROC             | o    | o    | o    | o    | xxo  | 1,95    | Q     |
| 9    | A      | Vashti Cunningham          | États-Unis      | —    | o    | o    | o    | xxo  | 1,95    | Q     |
| 11   | A      | Maja Nilsson               | Suède           | o    | o    | xo   | o    | xxo  | 1,95    | Q     |
| 11   | A      | Iryna Gerashchenko         | Ukraine         | o    | o    | o    | xo   | xxo  | 1,95    | Q     |
| 11   | A      | Yuliya Levchenko           | Ukraine         | o    | o    | o    | xo   | xxo  | 1,95    | Q     |
| 14   | A      | Mirela Demireva            | Bulgarie        | xxo  | o    | xxo  | xo   | xxo  | 1,95    | Q     |
| 15   | B      | Erika Kinsey               | Suède           | o    | o    | o    | xxo  | xxx  | 1,93    |       |
| 16   | A      | Emily Borthwick            | Grande-Bretagne | o    | xo   | o    | xxo  | xxx  | 1,93    |       |
| 16   | B      | Elena Vallortigara         | Italie          | o    | o    | xo   | xxo  | xxx  | 1,93    |       |
| 18   | A      | Daniela Stanciu            | Roumanie        | o    | o    | o    | xxx  |      | 1,90    |       |
| 19   | A      | Karyna Demidik             | Biélorussie     | o    | o    | xo   | xxx  |      | 1,90    |       |
| 20   | A      | Alessia Trost              | Italie          | o    | o    | xxo  | xxx  |      | 1,90    |       |
| 20   | B      | Svetlana Radzivil          | Ouzbékistan     | o    | o    | xxo  | xxx  |      | 1,90    |       |
| 22   | A      | Ella Junnila               | Finlande        | o    | o    | xxx  |      |      | 1,86    |       |
| 22   | A      | Salome Lang                | Suisse          | o    | o    | xxx  |      |      | 1,86    |       |
| 22   | B      | Levern Spencer             | Sainte-Lucie    | o    | o    | xxx  |      |      | 1,86    |       |
| 25   | A      | Imke Onnen                 | Allemagne       | o    | xo   | xxx  |      |      | 1,86    |       |
| 25   | B      | Rachel McCoy               | États-Unis      | o    | xo   | xxx  |      |      | 1,86    |       |
| 25   | B      | Ana Šimić                  | Croatie         | o    | xo   | xxx  |      |      | 1,86    |       |
| 28   | A      | Kristina Ovchinnikova      | Kazakhstan      | o    | xxo  | xxx  |      |      | 1,86    |       |
| 28   | A      | Airinė Palšytė             | Lituanie        | o    | xxo  | xxx  |      |      | 1,86    |       |
| 28   | B      | Nadezhda Dubovitskaya      | Kazakhstan      | o    | xxo  | xxx  |      |      | 1,86    |       |
| 31   | B      | Tynita Butts-Townsend      | États-Unis      | xo   | xxx  |      |      |      | 1,82    |       |

## Légende
Records et Performances
- AR : Record continental (area record)
- CR : Record des championnats (championship record)
- MR : Record du meeting (meet record)
- NR : Record national (national record)
- OR : Record olympique (olympic record)
- PR : Record paralympique (paralympic record)
- PB : Record personnel (personal best)
- SB : Meilleure performance personnelle de la saison (season's best)
- WL : Meilleure performance mondiale de l'année (world leader)
- WJR : Record du monde junior (world junior record)
- WR : Record du monde (world record)

Circonstances et Conditions
- DNF : N'a pas terminé (did not finish)
- DNS : N'a pas pris le départ (did not start)
- DQ : Disqualification (disqualification)
- NM : Aucun essai valable enregistré (No Mark)
- Q : Qualifié « directement » au prochain tour (ou à la prochaine compétition), lors d'une compétition majeure, grâce au classement ou à la réalisation des minima (automatic qualifier)
- q : Qualifié au prochain tour (ou à la prochaine compétition), lors d'une compétition majeure, grâce au repêchage ou à la réalisation de l'une des meilleures performances parmi celles des « non qualifiés directement » (grâce au meilleur temps ou à la meilleure distance par exemple) (secondary qualifier)